# Marina Caffiero
Marina Caffiero (Roma, 10 gennaio 1947) è una storica italiana.

## Biografia
Dal 2000 è professore ordinario di Storia moderna all'Università di Roma La Sapienza. Studiosa di storia sociale e culturale dell'Europa moderna, ha lavorato nei seguenti ambiti di ricerca:
1. storia religiosa e dei rapporti tra politica e religione nel corso dei processi di secolarizzazione  in Italia e in Europa tra XVI e XIX secolo;
2. storia delle minoranze , con particolare riferimento a quelle  ebraiche ;
3. storia di genere, con particolare riguardo alla storia delle scritture femminili in età moderna.

Tra le sue pubblicazioni: Battesimi forzati. Storie di ebrei, cristiani e convertiti nella Roma dei papi, Viella, Roma 2004; Legami pericolosi. Ebrei e cristiani tra eresia, libri proibiti e stregoneria, Einaudi, Torino 2012; Storia degli ebrei nell'Italia moderna. Dal Rinascimento alla Restaurazione, Carocci, Roma 2014 (seconda ristampa 2015).
Ha pubblicato una ventina di volumi tra monografie e curatele, circa 200 saggi e articoli su riviste italiane e straniere e in diverse lingue.
Il libro La politica della santità è stato tradotto e pubblicato in Francia (ed. EHESS, 2006) e un secondo, Battesimi forzati, negli USA (California University Press, 2011) e in Francia (ed. Honoré Champion, 2016). Ha  coordinato il Dottorato di ricerca in Storia antropologia e religione. Ha fondato e dirige una collana di Fonti per la storia delle donne presso l'editore Viella.
Ha fondato e dirige dal 2009 la rivista on line Giornale di storia .
Quattro pubblicazioni hanno ricevuto premi: La politica della santità,; Battesimi forzati, Premio della Presidenza del Consiglio, 2005; La repubblica nella città del Papa, Premio Renato B. Fabrizi-ANPI Marche, 2009; Storia degli ebrei nell'Italia moderna, premio Benedetto Croce per la saggistica 2015 . 
Ha inoltre vinto il Premio Sapienza Ricerca 2010 con la ricerca Le scritture femminili dell'io a Roma tra identità individuali e collettive e tra pubblico e privato (secoli XV-XX).
Le sue ricerche sulla storia degli ebrei in Italia hanno ricevuto numerose  recensioni in Italia e all'estero. Ad esempio, Anne Jacobson Schutte ha scritto "For very good reasons, Marina Caffiero 's excellent Battesimi forzati has received that sort of attention from several Italian papers", raccomandando la traduzione inglese. Elsa Marmursztein ha  affermato che la traduzione inglese  "renouvelle l'interet suscité par cette entreprise pionnière à maints égards" e che il libro  opera "des révisions historiographiques importantes"  Pietro Citati ha definito Legami pericolosi " un libro di grandissimo interesse sui rapporti tra ebrei e cristiani". Secondo Giacomo Todeschini il libro "affronta una questione di storia ampiamente travalicante la questione ebraica in Italia...Sta nella dichiarata intenzione dell'autrice di fare della storia della relazione ebraico-cristiana  in Italia una chiave di volta della storia italiana un momento centrale e decisivo del libro, sulla base di un abbondante repertorio di documenti" mentre Gadi Luzzatto Voghera ritiene che il libro "ambizioso programma di revisione culturale…uno studio rigoroso e ricchissimo di spunti...per la metodologia dichiaratamente multidisciplinare adottata nella ricerca  e una rigorosa conoscenza delle fonti... Caffiero ci parla di una sostanziale condivisione e sovrapposizione di credenze e immaginari magici di varia natura...con dovizia di documentazione". Mauro Perani parla di "eccellente lezione di analisi storica, basata sui documenti e  libera da ogni limitazione pregiudiziale”. Franco Cardini scrive che Caffiero è "una delle più limpide voci che nel mondo della ricerca scientifica ci hanno aiutato a modificare… molti stereotipi …radicati ...Gestendo magistralmente un'ingente massa di fonti edite e inedite... procede innanzi in indagini che richiedono rigore e finezza tutt'altro che comuni“.
Tra i recensori critici, Luciano Allegra sulla rivista "Quaderni storici" ha affermato che Caffiero in Legami pericolosi sarebbe stata  influenzata nella sua analisi da stereotipi avulsi dalla realtà storica e rileva la presenza  di “alcune sviste ed errori che occorrerebbe correggere” (che in effetti sono stati corretti nelle edizioni successive), affermando al contempo che Caffiero “si avvale di una documentazione certamente splendida oltre che molto bene analizzata” (p. 280) e che si resta “affascinati dalla bellissima raccolta di testimonianze oltre che dalla sua costruzione argomentativa” (p. 283), Giovanni Romeo sulla "Rivista storica italiana", pur riconoscendo alla studiosa il merito di "pregevoli ricerche", ha giudicato "fragile" la sua ricostruzione, soffermandosi in particolare sul nesso ebrei/ stregoneria  e rilevando che tale ricostruzione si è basata su uno scavo archivistico eccessivamente limitato ("si tratta di una ricostruzione fragile, che poggia essenzialmente su singoli casi estratti da svariate raccolte dell'ACDF. L'enorme documentazione centrale e locale che poteva consentire di dare a queste testimonianze il giusto rilievo è ignorata"). Kenneth Stow, tra i massimi esperti della storia della comunità ebraica romana, ha rivolto severissime critiche a Battesimi forzati, giudicando approssimativa la conoscenza che Caffiero dimostra della storiografia esistente, tendenzioso il suo uso delle fonti primarie, e gravemente lacunosa la sua comprensione degli usi legali ebraici. Secondo Stow, che presenta un considerevole apparato di riferimenti a supporto delle sue osservazioni, Battesimi forzati è complessivamente un libro inaccurato, in cui l'oggetto della ricerca appare decontestualizzato e sostanzialmente frainteso. Analogamente, Katherine Esther Aron-Beller ha ritenuto che in Battesimi forzati Caffiero dimostri una conoscenza solo parziale delle fonti primarie e ignori la gran parte della recente storiografia sulle vicende ebraiche in età moderna. Caffiero, di conseguenza, le appare sostanzialmente incapace di offrire un corretto inquadramento storico degli argomenti che affronta. A suo giudizio, Battesimi forzati è complessivamente un libro deludente.